# Josip Maroičić
Josip Maroičić (njem.: Joseph Freiherr von Maroičić di Madonna del Monte) (Svidník, Mađarska, 6. travnja 1812. – Beč, Austrija, 17. listopada 1882.), hrvatski barun i Feldzeugmeister (general topništva) Austro-Ugarske vojske.

## Životopis

### Podrijetlo i školovanje
Barun general topništva Josip Maroičić rođen je 6. travnja 1812. godine u Svidníku, Mađarska, tada dio Austrijskog Carstva, u obitelji satnika Georga Maroičića. U dobi od 14 godina stupio je kao kadet u "60. linijsku pješačku pukovniju". Nakon školovanja u kadetskoj školi u Grazu, vratio se 1828. godine u pukovniju s činom kadett-feldwebel (kadet-narednik), te je služio još dvije godine prije nego što je promoviran u čin fähnrich-a (zastavnik) u "1. banskoj krajiškoj pješačkoj pukovniji vojske Austrijskog Carstva". Godine 1830. njegov je otac zbog iznimne tridesetogodišnje vojne službe postao ugarskim plemićem. Otada njegova obitelj nosi titulu von (od). Barun Maroičić je unovačen 21. travnja 1831. godine i postavljen za pobočnika u bojni, gdje je ostao sve do 1834. godine, kada je priključen stožeru u Milanu. Uskoro je 1. prosinca 1834. promaknut u čin oberleutnant (natporučnik), a 17. srpnja 1835. premješten je u glavni stožer. Služeći ondje, 29. rujna 1843. godine stekao je čin hauptmann-a (satnik).

### Talijanska kampanja 1848.
Godine 1848. tijekom rata s Pijemontom barun Maroičić je kao časnik glavnog stožera priključen diviziji feldmarschalleutnant-a (podmaršal) grofa Thurna. Divizija je u sklopu pričuvnog korpusa feldzeugmeister-a (general topništva) grofa Lavala Nugenta napredovala od rijeke Isonzo prema Veroni. Barun Maroičić je prvi put sudjelovao u bitki kod Visca i Privana 17. travnja, a potom u jurišu na Udine 21. travnja, te u okršajima kod Cima Fadalto 4. svibnja, kod Oniga i Cornuda 9. svibnja i kod Trevisa 12. svibnja 1948. godine. U daljnjem tijeku operacija, barun Maroičić je kao stožerni časnik priključen stožeru korpusa i, predvodeći prethodnicu, spriječio je 19. svibnja uništenje mosta preko rijeke Brente, važnog za napredovanje čitavog zbora. Dan poslije sudjelovao je u jurišu na utvrđeni neprijateljski tabor kod Vicenze. Svojim savjetima pomagao je austrijskoj carskoj vojsci da zauzme šire područje Vicenze i 25. svibnja Veronu. Nakon izviđanja i okršaja kod Goita 30. svibnja, barun Maroičić je zbog iznimnog poznavanja lokalnog terena, po zapovijedi samog glavnog zapovjednika austrijske carske vojske, feldmarschall-a (feldmaršal) Josefa Radetzkog, pridružen brigadi generalmajor-a (general bojnik) Culoza "I. armijskog korpusa austrijske carske vojske". Postrojba se nalazila na krajnjem lijevom krilu austrijskog bojnog poretka i imala zadaću osvojiti visove Monte Berico iznad Vicenze. Na Monte Bericu nalazilo se svetište Madonna del Monte (Gospa od Brda). Barun Maroičić je u borbi davao dobre savjete. Dobro je poznavao teren i lokalne prilike. Također, i sam se trudio i zalagao u izvođenju pothvata. Visovi su osvojeni poslije teških borbi 9. i 10. lipnja. Za taj uspjeh odlikovan je Viteškim križem Reda Marije Terezije, koji mu je dodijeljen na 153. promociji 29. srpnja 1849. godine. Iste godine u studenome uzdignut je na čast baruna uzevši predikat "di Madonna del Monte". No, odmah po završetku uspješne akcije promaknut je u čin major-a (bojnik) u "1. banskoj krajiškoj pješačkoj pukovniji austrijske carske vojske" i imenovan za načelnika stožera "III. korpusa austrijske carske vojske" feldmarschalleutnant-a grofa Thurna. S početkom ofenzive u srpnju 1848. godine, barun Maroičić je sa svojim korpusom iz južnog Tirola sudjelovao 22. srpnja u akcijama kod planine Monte Baldo, 23. srpnja kod Rivolija i 25. srpnja kod Peschiere. Kada je grof Thurn preuzeo zapovjedništvo "IV. korpusa austrijske carske vojske", slijedio ga je i barun Maroičić kao njegov načelnik stožera. Sudjelovao je u akcijama kod Milana 4. kolovoza 1848. godine. U znak priznanja za sve zasluge što ih je stekao kao stožerni časnik tijekom talijanske kampanje 1848. godine, posebice za opreznost i hrabrost kod Monte Balda i Rivolija, dodijeljen mu je 30. studenoga 1848. godine Viteški križ Leopoldova reda.

### Pohod na Ugarsku 1849.
Tijekom ljetnog pohoda u Ugarskoj 1849. godine pridružen je kao načelnik stožera i vodič ruskom korpusu feldmarschalleutnant-a Antona von Puchnera u Transilvaniji, gdje je 4. ožujka sudjelovao u akcijama kod Mediascha, 19. ožujka kod Zeidena i 21. ožujka kod Temišvarskog prijevoja. Potom je premješten za načelnika stožera u "I. korpusu austrijske carske vojske" General der Kavallerie (general konjaništva) grofa Franza Schlicka. Dao je doprinos u sukobu kod Tiszaalpára 29. srpnja, u napadu na Makovo 4. kolovoza i na Arad 10. kolovoza. U međuvremenu je 31. srpnja 1849. godine promaknut u čin oberstleutnant-a u glavnom stožeru.

### Kampanje od 1849. do 1861.
Nakon okončanja neprijateljstava, 8. studenoga 1849. godine promaknut je u čin oberst-a (pukovnik) i imenovan za zapovjednika "Ogulinske krajiške pješačke pukovnije br. 3. austrijske carske vojske" Ondje je ostao sve do promaknuća u čin generalmajor-a 17. svibnja 1854. godine, kada je postavljen i za zapovjednika brigade u "Srpsko-banatskom armijskom korpusu austrijske carske vojske". S tim korpusom sudjelovao je u okupaciji Jassyja i Galatia u Rumunjskoj, a od siječnja 1856. godine postavljen je za zapovjednika brigade u Kassaiu. U ratu protiv Pijemonta i Francuske, 1859. godine, barun Maroičić je zapovijedao brigadom koja je štitila Trst i Rijeku od 18. svibnja do kraja mjeseca. Brigada je potom premještena na donji tok rijeke Pad, kao potpora vojsci u delti rijeke za slučaj neprijateljskog pomorskog desanta. No, neprijatelj se nije nikada iskrcao, pa postrojba baruna Maroičića nije sudjelovala u akcijama. Od rujna 1859. do veljače 1860. godine Maroičić je postavljen za brigadnog, a potom i za divizijskog zapovjednika u Komoronu. Od rujna 1860. godine postavljen je isprva za privremenog, a od 21. studenoga za stalnog zapovjednika u Rijeci. U čin podmaršala promaknut je 30. prosinca 1860. godine, a onda je priključen stožeru "3. korpusa austrijske carske vojske" u Ljubljani, gdje je 6. ožujka 1861. godine preuzeo divizijsko zapovjedništvo. Osim toga, još 20. ožujka 1860. godine barun Maroičić je počašćen imenovanjem za titularnog pukovnika-vlasnika "7. linijske pješačke pukovnije austrijske carske vojske".

### Rat protiv Pruske i Kraljevine Italije
Uoči rata protiv Pruske i Kraljevine Italije u ljeto 1866. godine barun Maroičić je 11. svibnja imenovan zapovjednikom "VII. armijskog korpusa Austro-Ugarske vojske" u "Južnoj armiji" nadvojvode Friedricha Albrechta. Armiju su još činila dva korpusa pod zapovjedništvom Ernsta Hartunga i Gabrijela Rodića. Austro-Ugarska vojska odnijela je odlučnu pobjedu u bitki kod Custozze 24. lipnja 1866. godine iako je bila brojčano mnogo slabija od talijanske. Barun Maroičić je vrlo uspješno predvodio korpus u bitki i za to je odlikovan Zapovjedničkim križem Reda Marije Terezije, koji mu je dodijeljen na 166. promociji 29. kolovoza 1866. godine. Prije toga, 14. srpnja, počašćen je imenovanjem za tajnog savjetnika cara Franje Josipa I. Kad je nadvojvoda Albrecht imenovan glavnim zapovjednikom na sjevernom bojištu, barun Maroičić je zapovjedništvo svoga korpusa predao nadvojvodi Heinrichu austrijskom i preuzeo zapovjedništvo nad "V. i IX. korpusom Austro-Ugarske vojske" koji su zauzeli položaje na jugu uz rijeku Soču i uzduž morske obale.

### Kasniji život, umirovljenje i smrt
Nakon sklapanja mira barun Maroičić je isprva pridodan glavnom zapovjedništvu u Budimu, a 20. ožujka 1868. godine imenovan je glavnim zapovjednikom u Štajerskoj, Kranjskoj, Koruškoj, Tirolu, Istri i Primorju, sa stožerom u Grazu. Mjesec dana poslije, 22. travnja, promaknut je u čin feldzeugmeister-a. Sljedeće godine, 27. ožujka 1869., postavljen je za glavnog zapovjednika u Beču, a godinu dana potom, 30. travnja 1870. godine promaknut je u puni čin feldzeugmeister-a. Odlikovanje Reda Željezne krune I. reda dodijeljeno mu je 13. listopada 1871. godine. Tijekom svjetske izložbe koja se 1873. godine održavala u Beču, barun Maroičić je kao glavni zapovjednik grada u nekoliko navrata zastupao cara i kralja Franju Josipa I. prilikom posjeta stranih vladara bečkom garnizonu. Za to je odlikovan brojnim visokim stranim odlikovanjima. Pošto je proveo dvanaest godina na mjestu zapovjednika, barun Maroičić je umirovljen 1. svibnja 1881. godine. Tada mu je dodijeljen Viteški veliki križ Leopoldova reda. Barun Josip Maroičić di Madonna del Monte umro je u Beču sljedeće godine, 17. listopada 1882.

## Činovi
- čin Kadett-feldwebel (kadet-narednik) dodijeljen 1828. godine.
- čin Fähnrich (zastavnik) dodijeljen 1830. godine.
- čin Hauptmann (satnik) dodijeljen 1843. godine.
- čin Major (bojnik) dodijeljen 1848. godine.
- čin Oberstleutnant (potpukovnik) dodijeljen 1849. godine.
- čin Oberst (pukovnik) dodijeljen 1849. godine.
- čin Generalmajor (general-bojnik) dodijeljen 1854. godine.
- čin Feldmarschalleutnant (podmaršal) dodijeljen 1860. godine.
- čin Feldzeugmeister (general topništva) dodijeljen 1868. godine.

## Odličja
- Viteški križ Reda Marije Terezije (Ritter des Militär Maria Theresien Ordens)[1]
- Viteški križ Leopoldova reda (Ritterkreuz des Österreichisch-kaiserlicher Leopold-Orden)[1]
- Zapovjednički križ Reda Marije Terezije (Kommandeur des Militär Maria Theresien Ordens)[1]
- Red Željezne krune I. reda (Ritter I. Klasse des Orden der Eisernen Krone)[1]
- Viteški veliki križ Leopoldova reda (Großkreuz des Österreichisch-kaiserlicher Leopold-Orden)[1]